# Карелин, Василий Александрович
Васи́лий Алекса́ндрович Каре́лин (24 февраля 1971, посёлок Мама Мамско-Чуйского района Иркутской обл.) — российский спортсмен, тренер; мастер спорта России (1994) по хоккею с мячом).

## Биография
Рост 177 см, 78 кг. Воспитанник иркутского хоккея, первый тренер С. И. Сарапулов. «Локомотив» (Иркутск) — 1988/1989, «Энергия» (Свирск) — 1989/1990, «Локомотив», «Сибскана», «Сибскана-Энергия» (Иркутск) 1990−2003, «Зенит» (Иркутск) — 2003/2004, «Металлург» (Шелехов) — 2005—2007. В высшей лиге чемпионатов страны 283 матча, 4 мяча. В розыгрышах Кубка страны 89 матчей. Серебряный (1998) и дважды бронзовый (1995, 1999) призёр чемпионатов России. Чемпион СССР (1987), серебряный (1985) и бронзовый (1986) призёр чемпионатов СССР среди юношей. Чемпион IX зимней Спартакиады народов РСФСР (1989). Чемпион I Молодёжных игр (1989). Обладатель Кубка лесников (Швеция, 1995). В сезоне 2007/2008 — главный тренер команды первой лиги «Сервико-Байкал-Энергия»-2 (Иркутск). С 2008 — тренер по общефизической подготовке «Байкал-Энергии».

## Статистика выступлений в высшей лиге чемпионатов страны
| Сезон | Клуб                         | Игры | Мячи | Пасы |
| ----- | ---------------------------- | ---- | ---- | ---- |
| 1989  | «Локомотив» (Иркутск)        | 4    | -    | -    |
| 1992  | «Сибскана» (Иркутск)         | 14   | -    | -    |
| 1993  | «Сибскана» (Иркутск)         | 19   | -    | -    |
| 1994  | «Сибскана» (Иркутск)         | 28   | 2    | -    |
| 1995  | «Сибскана» (Иркутск)         | 19   | -    | -    |
| 1996  | «Сибскана» (Иркутск)         | 25   | -    | -    |
| 1997  | «Сибскана» (Иркутск)         | 28   | 1    | -    |
| 1998  | «Сибскана» (Иркутск)         | 29   | -    | -    |
| 1999  | «Сибскана» (Иркутск)         | 27   | -    | -    |
| 2000  | «Сибскана» (Иркутск)         | 24   | -    | -    |
| 2001  | «Сибскана» (Иркутск)         | 25   | 1    | 1    |
| 2002  | «Сибскана-Энергия» (Иркутск) | 24   | -    | 2    |
| 2003  | «Сибскана-Энергия» (Иркутск) | 17   | -    | -    |
|       | Всего                        | 283  | 4    | 3    |

Примечание: Статистика голевых передач ведётся с сезона-2000.

## Статистика выступлений в розыгрышах Кубка страны
| Сезон | Клуб                         | Игры | Мячи | Пасы |
| ----- | ---------------------------- | ---- | ---- | ---- |
| 1989  | «Локомотив» (Иркутск)        | 4    | -    | -    |
| 1992  | «Сибскана» (Иркутск)         | 7    | -    | -    |
| 1993  | «Сибскана» (Иркутск)         | 5    | -    | -    |
| 1994  | «Сибскана» (Иркутск)         | 5    | -    | -    |
| 1995  | «Сибскана» (Иркутск)         | 3    | -    | -    |
| 1996  | «Сибскана» (Иркутск)         | 5    | -    | -    |
| 1997  | «Сибскана» (Иркутск)         | 5    | -    | -    |
| 1998  | «Сибскана» (Иркутск)         | 9    | -    | -    |
| 1999  | «Сибскана» (Иркутск)         | 10   | -    | -    |
| 2000  | «Сибскана» (Иркутск)         | 11   | -    | -    |
| 2001  | «Сибскана» (Иркутск)         | 5    | -    | -    |
| 2002  | «Сибскана-Энергия» (Иркутск) | 11   | -    | -    |
| 2003  | «Сибскана-Энергия» (Иркутск) | 9    | -    | -    |
|       | Всего                        | 89   | -    | -    |

## Тренерская карьера
| Сезон     | Клуб                       | Должность                                                     |
| --------- | -------------------------- | ------------------------------------------------------------- |
| 2005—2007 | «Металлург» (Шелехов)      | Играющий тренер, тренер ДЮСШ                                  |
| 2007—2008 | «Байкал-Энергия» (Иркутск) | Главный тренер команды первой лиги «Сервико-Байкал-Энергия»-2 |
| с 2008    | «Байкал-Энергия» (Иркутск) | Тренер по общефизической подготовке                           |